# Phasianotrochus bellulus
Phasianotrochus bellulus is een slakkensoort uit de familie van de Trochidae. De wetenschappelijke naam van de soort is voor het eerst geldig gepubliceerd in 1845 door Dunker.